# 42 Capricorni
42 Capricorni, som är stjärnans Flamsteed-beteckning, eller BY Capricorni, är en dubbelstjärna, belägen i den norra delen av stjärnbilden Stenbocken. Den har en kombinerad skenbar magnitud på 5,18 och är svagt synlig för blotta ögat där ljusföroreningar ej förekommer. Baserat på parallaxmätning inom Hipparcosuppdraget på ca 30,1 mas, beräknas den befinna sig på ett avstånd på ca 108 ljusår (ca 32 parsek) från solen. Den rör sig närmare solen med en heliocentrisk radialhastighet på ca –1,2 km/s. Stjärnans position nära ekliptikan innebär att den är föremål för ockultationer med månen.

## Egenskaper
Primärstjärnan 42 Capricorni A är en gul till vit underjättestjärna av spektralklass G1 IV. Den har en massa som är ca 10 procent större än solmassan, en radie som är ca 2,6 solradier och utsänder från dess fotosfär ca 9 gånger mera energi än solen vid en effektiv temperatur av ca 5 600 K.
42 Capricorni är en dubbelsidig snäv spektroskopisk dubbelstjärna med en omloppsperiod på 13,174 dygn och en excentricitet på 0,18. Den har ett kombinerat spektrum som matchar spektralklass G1 IV, med en följeslagare uppskattad till spektralklass G2 V. Den är en RS Canum Venaticorum-variabel, vilket anger närvaro av en aktiv kromosfär med stjärnfläckar. Konstellationen är också en källa till röntgenstrålning.